# ناپالم رکوردز

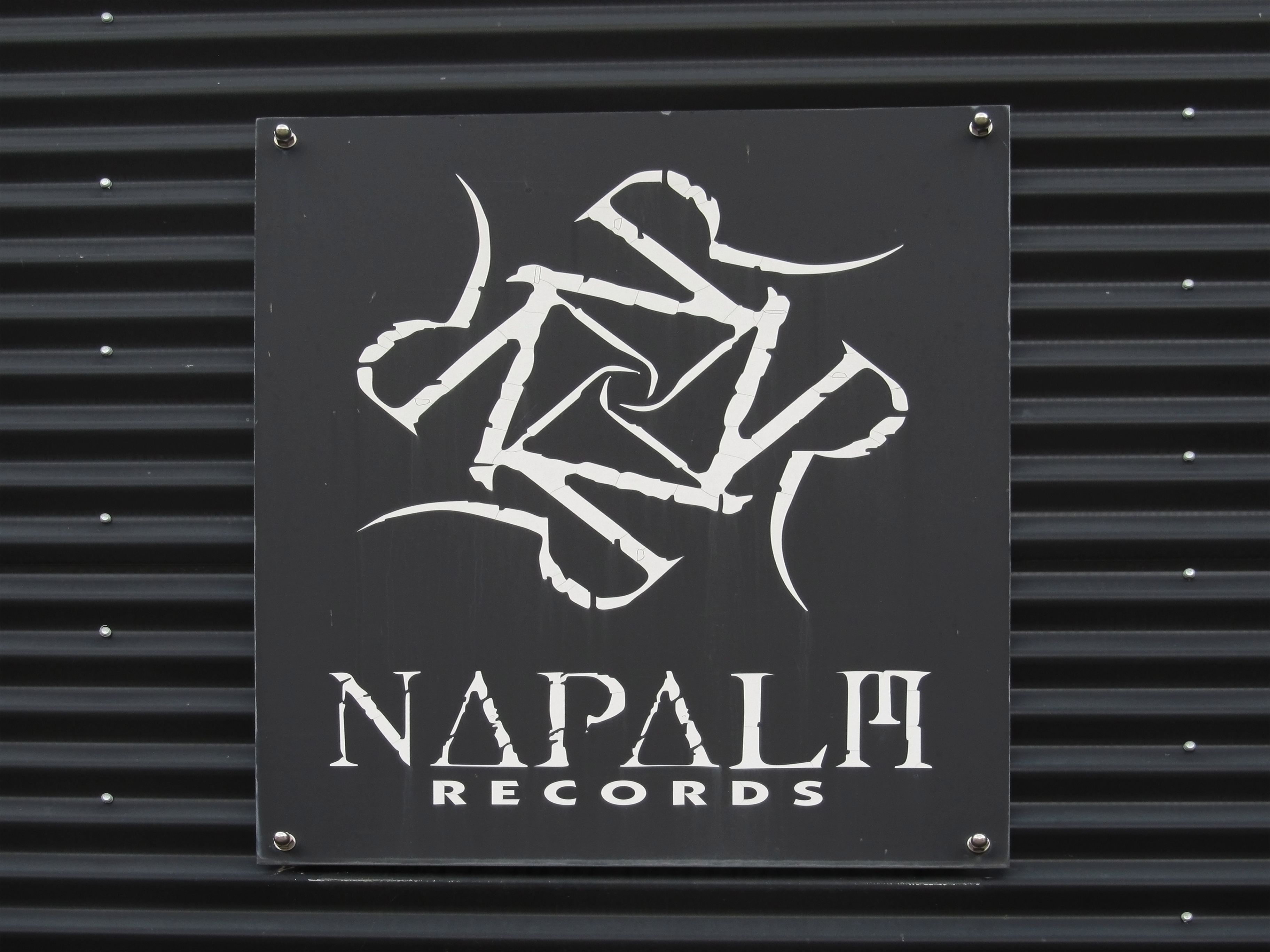
نمایی از نشان‌وارهٔ رسمی شرکت ناپالم رکوردز - ۲۰۱۲

ناپالم رکوردز، (به انگلیسی: Napalm Records) یک کمپانی نشر موسیقی اتریشی است که مبنای کار خود را بر نشر آثار موسیقی هوی متال زیرزمینی گذارده‌است.

زمینهٔ اصلی فعالیت این شرکت، نشر سبک‌های گوتیک متال، فولک متال، وایکینگ متال و سمفونیک متال فعالیت می‌کند اما علاوه بر این‌ها، به نشر سبک‌های دث متال و بلک متال نیز می‌پردازد.